# Nook Island
Nook Island (englisch für Eckinsel) ist eine kleine, windgeschützte Insel im Archipel der Heard und McDonaldinseln im südlichen Indischen Ozean. Sie liegt im nordwestlichen Winkel der Stephenson-Lagune der Insel Heard.
Australische Wissenschaftler benannten sie nach ihrer geografischen Position in der Stephenson-Lagune.